# Język gaelicki szkocki
Język gaelicki szkocki  (gaelicki, Scottish Gaelic, Scots Gaelic, nazwa własna: Gàidhlig, wym. [kaːlɪkʲ]) – język z grupy goidelskiej języków celtyckich. Posługuje się nim około 11 tys. osób (2020) zamieszkujących północną część Wielkiej Brytanii, tj. północno-zachodnią Szkocję i archipelag Hebrydów. Władze brytyjskie przyznały mu status regionalnego języka urzędowego na Hebrydach Zewnętrznych (region Western Isles). Podobnie jak inne języki goidelskie i język celtyberyjski, gaelicki szkocki jest językiem q-celtyckim.
Język gaelicki wywodzi się bezpośrednio z języka staroirlandzkiego. Był dominującym językiem Szkocji między X a XII w., później rolę języka ogólnoszkockiego przejął język szkocki lallans (lowland scots).

## Historia i piśmiennictwo

### Początki języka
Dzisiejszy język szkocki wywodzi się z dialektu języka irlandzkiego, jakim posługiwali się irlandzcy osadnicy, tzw. Iroszkoci, którzy ok. 500 r. przybyli na tereny Dalriady południowo-zachodniej Szkocji. W IX i X wieku nastąpiła ekspansja języka szkockiego na kraj Piktów, a w następnym stuleciu na południową część dzisiejszej Szkocji, gdzie doszło do zderzenia (zwłaszcza w Lothian) z używanym w tym regionie północnym dialektem języka angielskiego, na bazie którego ukształtował się późniejszy język szkocki (germański). W końcu XII wieku pod naporem tego ostatniego zaczął się odwrót języka gaelickiego w rejon Wyżyn i Wysp (Highlands), choć jeszcze w XVI wieku wielu Szkotów z Nizin (Lowlands – zob. Nizina Środkowoszkocka) potrafiło nim mówić (najczęściej określali oni ten język jako Erse, czyli irlandzki), a w południowo-zachodniej Szkocji używano go jako języka codziennej komunikacji także w następnych stuleciach.
Parlament zwołany w 1308 przez Roberta I Bruce’a, obradujący na zachodnim wybrzeżu, był prawdopodobnie ostatnim, podczas którego posługiwano się tym językiem. Większość nazw miejscowości w północnej Szkocji ma pochodzenie gaelickie; do najstarszych należą te, które zawierają takie wyrazy jak: sliabh (wzgórze, wzniesienie), carraig (skała), cill (kościół), neimhead (święte miejsce), baile (osada) czy achadh (pole).

### Najstarsze zabytki piśmiennictwa
Najstarsze zabytki piśmiennictwa pochodzą z XII wieku; są to legendy dotyczące klasztoru w Deer oraz akty nadania mu ziemi i przywilejów (Księga z Deer). Tradycja literacka sięga początków XIV wieku; zachował się wiersz datowany 1310, opiewający flotę jednego z wodzów. Przez kilka wieków język gaelicki był językiem szkockich górali, którzy stworzyli opartą na nim odrębną kulturę; jej podstawową formą twórczości były wiersze i ballady, przekazywane głównie drogą ustną. Obszerny zbiór ballad, wierszy i satyr pochodzi z XVI w. i znany jest jako Book of the Dean of Lismore. Pierwszą drukowaną książką w języku gaelickim był jednak przekład modlitewnika (Book of Common Order), nazywanego czasem liturgią Johna Knoxa, uzupełniony pewnymi dodatkami i wydany w 1567. Dwa lata później ukazał się pierwszy przekład Psalmów Dawida.

### Piśmiennictwo w XVIII i XIX w.
Aż do połowy XVII wieku Szkocja i Irlandia używały wspólnego standardu języka literackiego (dziś zwanego klasycznym gaelickim, Gàidhlig Chlasaigeach w szkockim gaelickim, Gaeilge Chlasaiceach po irlandzku). Wraz ze zmianami, jakie zaszły na Wyżynach po upadku powstań jakobickich i zniszczeniu klanów, kultura szkocka w znacznym stopniu podupadła. W 2 poł. XVIII wieku podjęto próby uchronienia jej od zapomnienia. Przekład Biblii (1767 Nowy Testament, 1801 Stary Testament), dokonany przez grupę ministrów z hrabstw Perth i Argyll, ustalił standard gaelickiego języka literackiego na następne stulecia.
Od końca XVIII wieku datuje się rozwój prozy (w tym religijnej) i poezji, która przestaje mieć charakter klanowy, stając się literaturą narodową (przedstawicielem jest np. Alexander MacDonald). Ta nowa literatura gaelicka wykracza poza swe dotychczasowe tradycyjne ramy i podejmuje cały szereg wątków społecznych, politycznych i obyczajowych, odnoszących się do różnych zjawisk związanych z przemianami zachodzącymi w społeczeństwie szkockim od XVIII stulecia. Jednym z ważniejszych dzieł tego okresu jest obszerny przekład Iliady dokonany przez Ewena MacLachlana.
W XIX wieku nastąpił rozwój szkolnictwa, promowany przez powstałe wówczas towarzystwa szkół gaelickich, a także prasy. Dokonały się również pewne przemieszczenia ośrodków kultury gaelickiej; z jednej strony wiązało się to z emigracją zamorską, z drugiej z migracjami wewnętrznymi; silne społeczności gaelickojęzyczne powstały zwłaszcza w Glasgow i Clydeside. W okresie 1882–1916 rozpoczęły działalność katedry kultury celtyckiej w uniwersytetach Glasgow, Aberdeen i w Edynburgu, w których m.in. podjęto poważne badania lingwistyczne, a także zaczęto kształcić nauczycieli do nowo tworzonych szkół średnich z gaelickim jako językiem wykładowym. Ważnym wydarzeniem było także powołanie w 1891 An Comunn Gàidhealach (Towarzystwa Gaelickiego, podobna organizacja – Liga Gaelicka, irl. Conradh na Gaeilge, powstała w Irlandii w 1893), która postawiła sobie za zadanie promocję języka, tak aby wszyscy mieszkańcy „rejonów gaelickich” (gael. Gàidhealtachd) byli dwujęzyczni. Towarzystwo to działa do dziś i organizuje coroczne festiwale kulturalne oraz konkursy dla śpiewaków, gawędziarzy i osób piszących, jak również zawody w czytaniu (dla dzieci).

### Wiek XX

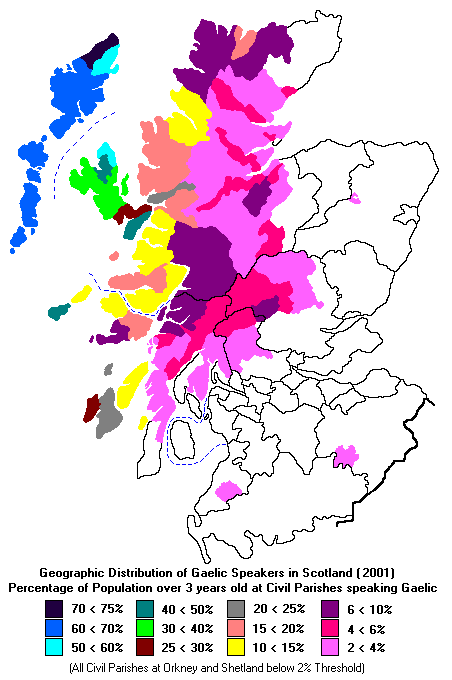
Procentowy udział ludności powyżej 3 lat, znającej język gaelicki szkocki według hrabstw Szkocji (stan z 2001)

W 1932 benedyktyn Henry C. Dieckhoff opublikował A Pronouncing Dictionary of Scottish Gaelic, słownik gaelicko-angielski opracowany na podstawie dialektu Glengarry. W latach trzydziestych ubiegłego stulecia, obok szkolnictwa, książek i gazet rozpoczęto promocję języka gaelickiego w radiu. W tym okresie rozpoczyna się także najnowszy nurt poezji gaelickiej, uprawianej przez autorów dwujęzycznych, wykorzystujących szeroko nowoczesne środki wyrazu (D. Thomson, D. MacAulay, G. Campbell Hay, S. MacLean). Ważnym stymulatorem życia kulturalnego jest od 1951 kwartalnik literacki Gairm, charakter naukowy posiada natomiast czasopismo Scottish Gaelic Studies. Publikuje się też słowniki, podręczniki, poezję, prozę itp. Promocją książek w języku szkockim zajmuje się Gaelic Books Council (zał. 1968), która m.in. dotuje podręczniki szkolne. W Inverness działa wydawnictwo Club Leabhar specjalizujące się w publikowaniu książek gaelickojęzycznych. Z literatury pięknej najbardziej popularną formą są opowiadania. Dodatki gaelickie zamieszcza wiele popularnych szkockich czasopism, jak. np. „Scotsman”. Jednym z najwszechstronniejszych autorów współczesnych, piszącym także w języku angielskim (nierzadko te same utwory), jest ur. w 1928 Iain Crichton Smith.

### Obecna sytuacja języka
Mimo wielu wysiłków podejmowanych od drugiej połowy XIX wieku, liczba ludności znających język gaelicki w XX wieku systematycznie spadała (od ok. 250 tys. w 1901 do ok. 81 tys. w 1961). Dopiero w 1971 odnotowany został nieznaczny wzrost (o 8 tys. osób). W ostatnim dwudziestoleciu tendencja ta utrzymuje się, co jest wynikiem swoistej mody na uczenie się języka gaelickiego wśród części patriotycznie nastawionych Szkotów. W 1972 w miejscowości Sabhal Mór Ostaig na wyspie Skye rozpoczął działalność gaelicki college. O wzroście zainteresowania językiem szkockim świadczyć mogą także liczne wznowienia podręcznika-samouczka w słynnej serii Teach Yourself Books (R. MacKinnon – „Gaelic”, wyd. I, London 1971).
Obecnie językiem gaelickim mówi kilka procent ludności, głównie z terenów północno-zachodniego wybrzeża oraz przede wszystkim Hebrydów Zewnętrznych, na których posługuje się nim ponad 70% mieszkańców (jest to obszar o największym procencie ludności celtycko-języcznej na Wyspach Brytyjskich).

## Ortografia i wymowa
Język gaelicki szkocki zapisywany jest alfabetem łacińskim. Używa się osiemnastu liter: a, b, c, d, e, f, g, h, i, l, m, n, o, p, r, s, t, u. Litery oznaczające samogłoski mogą mieć dodatkowo znak grawis, oznaczający długą wymowę: à, è, ì, ò, ù. Historycznie używano również znaków ó i é z akutem dla odróżnienia długich samogłosek półprzymkniętych [oː] i [eː] od ich półotwartych odpowiedników [ɔː] i [ɛː] oznaczanych tradycyjnie przez ò i è, litery z akutem porzucono w szkolnictwie szkockim w latach 80. XX wieku, zastępując je literami z grawisem. Literą h oznacza się lenicję spółgłosek. Znaki samogłoskowe dzielą się na dwie klasy: „wąskie” (gael. caol): i, ì, e, è oraz „szerokie” (gael. leathan): a, o, u, à, ò, ù.

### Samogłoski
W szkockim występuje fonemicznie 9 samogłosek /i e ɛ a ɔ o u ɤ ɯ/, z których każda może dodatkowo być realizowana długo. Występują również dwie zredukowane samogłoski [ə ɪ], zawsze krótkie i pozbawione akcentu.
Litery oznaczające samogłoski zazwyczaj reprezentują odpowiadające im dźwięki:
| Pisownia  | Wymowa     | Polskie przybliżenie    | Przykłady         |
| --------- | ---------- | ----------------------- | ----------------- |
| a, á      | [a], [a]   | kat                     | bata, ás          |
| à, a      | [aː]       | kat (wymawiane dłużej)  | bàta, barr        |
| e         | [ɛ], [e]   | mech                    | le, teth          |
| è (é)     | [ɛː], [eː] | mech (wymawiane dłużej) | gnè, dé           |
| i         | [i], [iː]  | kino                    | sin, ith          |
| ì, i      | [iː]       | kino (wymawiane dłużej) | mìn, binn         |
| o         | [ɔ], [o]   | kot                     | poca, bog         |
| ò, o, (ó) | [ɔː], [oː] | kot (wymawiane dłużej)  | pòcaid, corr, mór |
| u         | [u]        | but                     | Tur               |
| ù, u      | [uː]       | but (wymawiane dłużej)  | tùr, cum          |
Samogłoska /ɯ/ historycznie pochodzi z dawnego /u/, które utraciło zaokrąglenie i jest zapisywana dwuznakiem ui, np. uisge /ɯʃgʲə/ (woda), długie /ɯː/ jest zapisywane dwuznakiem ao, np. caol /kɯːɫ̪/ (wąski).
Samogłoska /ɤ/ pochodzi podobnie z /o/ z utratą zaokrąglenia oraz z dawnego /a/ przed osłabioną spółgłoską /ɣ/ i jest zapisywana poprzez oi, adh, agh, np. coille /kɤʎə/ (las), seadh /ʃɤɣ/ (tak jest, zaiste), długie /ɤː/ pochodzi z wzdłużenia zastępczego po utracie /ɣ/ przed kolejną spółgłoską, np. adhbhar /ɤːvəɾ/ (przyczyna, powód).
Historyczne długie /eː, ɛː/ przed spółgłoskami szerokimi (nie palatalizowanymi) w gaelickim zostało rozbite w dyftong /ia/, zatem dwuznaki
èa i eu są jako /ia/, np. dèan /dʲian/ (rób!), sgeul /sgʲiaɫ̪/ (historia, opowieść) z wyjątkiem pozycji przed p, m, mh, gdzie pozostało długim /eː, ɛː/, np. nèamh /ɲɛːv/ (niebo).

### Spółgłoski
W języku gaelickim spółgłoski również dzielą się na „szerokie” (historycznie welaryzowane) i „wąskie” (palatalizowane).
W gaelickiem pisowni spółgłoska, lub zbitka spółgłosek, może znajdować się jedynie w otoczeniu liter oznaczających samogłoski z odpowiadającej jej grupy. Np. w wyrazie litreachadh zbitka tr jest w otoczeniu dwóch liter oznaczających samogłoski wąskie, zaś ch dwóch liter oznaczających samogłoski szerokie. W języku szkockim reguła ta nazywa się caol ri caol agus leathann ri leathann („wąskie z wąskimi i szerokie z szerokimi”). Jest to tylko reguła ortograficzna i często zdarza się, że obok siebie występują dwie lub trzy litery samogłoskowe, z których czyta się tylko jedną. Nieczytane litery samogłoskowe świadczą jednak o typie spółgłoski przy której stoją.
W szkockim gaelickim spółgłoski zwarte są domyślnie bezdźwięczne, litery b, d, g reprezentują bezprzydechowe spółgłoski lenis [p], [t̪], [k], podczas gdy litery p, t, c oznaczają spółgłoski fortis z przydechem [pʰ], [t̪ʰ], [kʰ] na początku słowa i preaspirowane [ʰp ~ xp], [ʰt̪ ~ xt], [ʰk ~ xk] w wygłosie sylaby akcentowanej (siła preaspiracji zależy od dialektu), np. słowo cat (kot) jest wymawiane [kʰaʰt̪], mac (syn) jest wymawiane [maxk].
Podobnie jak w pozostałych wyspiarskich językach celtyckich, istotnym zjawiskiem dla systemu spółgłosek w szkockim gaelickim jest zgramatykalizowana lenicja, polegająca na osłabieniu spółgłosek zwartych k g p b, oraz głoski m do odpowiadających im miejscem artykulacji spółgłosek szczelinowych /x ɣ f v/ i /v/ (historycznie /v/ i /f/ były realizowane jako dwuwargowe [β, ɸ]), spółgłosek d t do /ɣ x/ (historycznie w staroirlandzkim były to [ð, θ]), s do /h/, oraz osłabieniu wymowy sonorantów l n r. Jak wspomniano wyżej, lenicja większości spółgłosek jest zapisywana za pomocą znaku h po spółgłosce podlegającej lenicji.
Poniższa tabela podsumowuje zapis i wymowę spółgłosek:
| Podstawowa spółgłoska | Podstawowa spółgłoska | Podstawowa spółgłoska | Spółgłoska po lenicji | Spółgłoska po lenicji | Spółgłoska po lenicji |
| Szeroka               | Wąska                 | Zapis                 | Zapis                 | Szeroka               | Wąska                 |
| --------------------- | --------------------- | --------------------- | --------------------- | --------------------- | --------------------- |
| [p]                   | [p(j)]                | b                     | bh                    | [v]                   | [v(j)]                |
| [kʰ]                  | [kʲʰ]                 | c                     | ch                    | [x]                   | [ç]                   |
| [t̪]                   | [tʲ]                  | d                     | dh                    | [ɣ]                   | [ʝ]                   |
| [f]                   | [f(j)]                | f                     | fh                    | nieme                 | nieme                 |
| [k]                   | [kʲ]                  | g                     | gh                    | [ɣ]                   | [ʝ]                   |
| [ɫ̪]                   | [ʎ]                   | l                     | l                     | [ɫ̪]                   | [l̪]                   |
| [m]                   | [m(j)]                | m                     | mh                    | [v]                   | [v(j)]                |
| [n̪ˠ]                  | [ɲ]                   | n                     | n                     | [n]                   | [n]                   |
| [pʰ]                  | [pʰ(j)]               | p                     | ph                    | [f]                   | [f(j)]                |
| [rˠ]                  | [rˠ]                  | r                     | r                     | [ɾ]                   | [ɾ]                   |
| [s̪]                   | [ʃ]                   | s                     | sh                    | [h]                   | [h(j)]                |
| [t̪ʰ]                  | [tʲʰ]                 | t                     | th                    | [h]                   | [h(j)]                |
Spółgłoski wargowe /m p b f v/ nie posiadają fonemicznej różnicy między wartością wąską a szeroką, chociaż historycznie wąskie spółgłoski przed samogłoskami szerokimi przeszły w zbitkę spółgłoski wargowej i [j], np. beo /pjɔː/ (żywy) versus beag /pek/ (mały). W identycznym kontekście występuje /hj/ jako wynik lenicji /tʲʰ/ i /ʃ/.
Lenicja nagłosowych sonorantów r, l, n nie jest zapisywana, jednak występuje w mowie, np. nead /ɲet/ (gniazdo) vs mo nead /mə net/ (moje gniazdo). W środku słowa i wygłosie sonoranty niepoddane lenicji zapisywane są podwójnie, np. bàrr /paːr/ (szczyt, wierzch) vs bàr /paːɾ/ (bar).

## Gramatyka
W języku gaelickim szkockim występuje typowy dla wyspiarskich języków celtyckich szyk zdania VSO. Np. Tha mi à Glaschu (Jestem z Glasgow). Wyjątek stanowią zdania pytające z zaimkami pytającymi, które wymagają umieszczenia orzeczenia w zdaniu zależnym, np. Dè an t-ainm a th' ort? (Jak masz na imię?, dosłownie Co jest imieniem, które jest na tobie?).
Niektóre czasowniki mają osobne formy niezależne (stojące samodzielnie w zdaniach twierdzących) i zależne (występujące po niektórych partykułach). Np.: Tha Iseabail brèagha. (Izabela jest piękna), ale: A bheil Iseabail brèagha? (Czy Izabela jest piękna?, partykuła pytająca a, an, am wymaga formy zależnej), Chan eil Iseabail brèagha (Izabela nie jest piękna, partykuła przecząca cha(n) wymaga formy zależnej).
Czasowniki w formie twierdzącej lub przeczącej mogą stanowić też odpowiedź na pytanie ogólne (w języku gaelickim nie istnieją słowa tak i nie), na przykład: A bheil Iseabail brèagha? Tha/Chan eil (=Czy Izabela jest piękna? Tak/Nie)
Rzeczowniki w języku gaelickim mogą mieć rodzaj męski lub żeński. Występują cztery przypadki: mianownik (pełniący funkcję podmiotu oraz dopełnienia bliższego zdania – nie istnieje różnica między mianownikiem a biernikiem), dopełniacz, celownik (używany po przyimkach) i wołacz. Istnieją dwie liczby: pojedyncza i mnoga.
Liczba mnoga tworzona jest najczęściej sufiksem -an, choć duża część rzeczowników męskich tworzy l. mnogą poprzez zwężenie końcowej spółgłoski, np. cat (kot), l. mn. cait, istnieją też rzeczowniki nieregularne.
W języku gaelickim istnieje tylko rodzajnik określony. Powoduje on lenicję rzeczowników rodzaju żeńskiego w mianowniku i wszystkich rzeczowników w celowniku.
Przymiotnik stoi zazwyczaj po rzeczowniku. Po rzeczownikach rodzaju żeńskiego przymiotniki ulegają lenicji. Przymiotniki jednosylabowe otrzymują w liczbie mnogiej końcówkę deklinacyjną.